# Kraken (Marvel Comics)
Kraken es un nombre o título compartido entre varios personajes en Marvel Comics. Mientras que el Kraken original es la criatura del mismo nombre, el resto han sido personas que han usado el nombre como su persona. La criatura y uno de los personajes han aparecido en otros medios.

## Historial de publicaciones
El primer Kraken hizo múltiples apariciones en la continuidad Marvel, incluyendo The Avengers #27 (abril 1966, Marvel Comics), Tales to Astonish #93 y Sub-Mariner #27 (julio de 1970), antes de regresar años más tarde en la segunda edición de la serie limitada Fallen Son: The Death of Captain America (#1 - 5, junio-agosto de 2007).
Un Kraken apareció en el cuento "When Strikes The Kraken!" en Kull The Destroyer #17 (Oct. 1976), y fue reimpreso en Chronicles of Kull 2: The Hell Beneath Atlantis and Other Stories. Otro Kraken (un gigantesco calamar) debutó en blanco y negro en Bizarre Adventures #26 (mayo de 1981).
Una criatura llamada El Kraken Negro debutó en el cuento "Red Shadows and Black Kraken!" (basado en la novela de fantasía de 1968 Conan of the Isles escrita por L. Sprague de Camp y Lin Carter con el héroe de Robert E. Howard, Conan el Bárbaro. La historia se república en la novela gráfica Conan of the Isles.) en Conan The Barbarian Annual #7 (1982).
Sin embargo, otra versión del Kraken (con cuatro brazos y forma de reptil) debutó en Marvel Comics Presents #121 (Jan. 1993). Volvió en Marvel Action Hour featuring the Fantastic Four #2-4 (Dic. 1994-Feb. 1995) y en el one shot Namora #1 (Ago. 2010). Otro Kraken (una criatura con cuernos de calamar) apareció en el one-shot de 2009 Sub-Mariner Comics: 70th Anniversary Special. mientras que otro (un híbrido de cangrejo / pulpo del tamaño de una casa) apareció en los números de Fantomex Max # 2 y # 3. Este Kraken se modificó en un ciborg controlado a distancia para proteger una base submarina de un científico brillante. Otro Kraken (con apariencia de serpiente) apareció en Jean-Grey # 3 en 2017.
Dos versiones adicionales poseían vínculos con la mitología griega. El primero sirvió a los Dioses Olímpicos y debutó en el one shot Chaos War: God Squad #1 (febrero de 2011) antes de regresar en Incredible Hulk #622 (abril de 2011). El segundo Kraken apareció en la serie limitada de cuatro partes Wolverine/Hercules: Myths, Monsters & Mutants. Desaparecido misteriosamente por el dios Poseidón después de una derrota por el héroe griego Perseo, la criatura es revivida en tiempos modernos por el Rey Euristeo para combatir a los héroes Hércules y Wolverine.

## Biografía de personajes ficticios

### Monstruos Marinos
El Kraken original está basado en la criatura mítica del mismo nombre. Dentro del Universo Marvel, se establece que la criatura puede ser llamada a través del uso del Cuerno de Proteus.
Durante la era de Hyborian después del Gran Cataclismo. Un Kraken negro acechaba cerca de las islas Barachan. Navegando cerca mientras investigaba los secuestros masivos, Conan el Bárbaro fue atacado por el Kraken Negro. Conan fue capaz de usar su hacha para atacar a uno de los ojos del Kraken Negro, lo que hizo que Conan cayera. El otro ojo del Kraken Negro es entonces recortado por Conan lo suficiente como para cegarlo mientras desaparece bajo el agua.
El Comandante Kraken ha llamado a la criatura para luchar contra Namor en una ocasión.
En un momento dado, la criatura se enfrentó a Wolverine y Hércules.

### Daniel Whitehall
Daniel Whitehall es un agente de la inteligencia británica que formó parte de La Gran Rueda del Zodiaco, en colaboración con otros agentes importantes como Nick Fury, Dum Dum Dugan y Barón Strucker. Más tarde fueron traicionados por otros dos agentes, Viktor Uvarov y Vasili Dassaiev. Whitehall luego continuó como Kraken, un peligroso agente de Hydra que durante años siguió siendo un misterio. Muchos agentes de S.H.I.E.L.D. perdieron la vida tratando de descubrir información sobre el Kraken con poco o ningún éxito. También entrenó a muchos de los agentes de Hydra más conocidos, incluido Viper. Whitehall continuó ayudando a los meta-humanos como Tomi Shishido dándole la espada asesina de Dios, convirtiéndolo en Gorgon y transformando a un agente de HYdra desconocido en el parásito inhumano, Hive.
Whitehall más tarde se acercó a Strucker para informarle que se estaba muriendo y que se estaba retirando como el Kraken.
Mientras esperaba morir en un hospital de Londres, Jake Fury lo visitó y le reveló que lo sabía todo. Tomó la armadura Kraken de Whitehall y luego lo mató.

### Jake Fury
Jacob "Jake" Fury nació en la ciudad de Nueva York. Cuando era joven, llegó a resentirse con su hermano Nick Fury. Como el Escorpio original, operaba como espía, terrorista y criminal. Usando su identidad secreta como Escorpio, primero luchó contra Nick en una base de S.H.I.E.L.D. en Las Vegas. Nuevamente luchó contra su hermano en Manhattan, luego se disfrazó de Nick Fury para infiltrarse en la base de S.H.I.E.L.D. de Nueva York, aunque su verdadera identidad fue descubierta por su hermano. Más tarde, Nick Fury se volvió secreto como Escorpio, y tomó el lugar de su hermano en el Zodiaco, quien luchó contra los Vengadores. Disfrazado como Jacque LaPoint, jugó un papel menor en el intento del Zodíaco de matar a todos los residentes de Manhattan nacidos bajo el signo de Géminis (a excepción de los Géminis de Zodíaco). Intentó secuestrar a Kyle Richmond y luchó contra los Defensores. Escorpio construyó un conjunto de miembros de Android Zodiac para servirlo, en su base en Belleville, Nueva Jersey. Sin embargo, su plan fue frustrado por los Defensores, y se suicidó con heridas de bala autoinfligidas en la desesperación.
En el arco final de la serie Secret Warriors, se reveló que la muerte de Jake y gran parte de su maldad era parte de un plan de juego largo de Nick Fury. Permaneció bajo tierra y descubrió los diarios de Daniel Whitehall, el anterior Kraken, y lo rastreó hasta Londres. Tomó el disfraz y mató a Whitehall y plantó las semillas que destruirían a Hydra y Leviathan desde adentro. Como su misión final, le entregó una carta a Daisy Johnson que revelaba todo y desapareció.

### Imperio Secreto
Un tercer miembro de Hydra, que también se identificó como Kraken, fue inducido por Elisa Sinclair, la nueva Madame Hydra y la antigua amante de Whitehall.
Incluso cuando Hydra se había hecho cargo de los Estados Unidos durante la historia del "Imperio Secreto", esta versión tenía problemas para confiar en Steve Rogers, quien acababa de salir como un agente de Hydra. Más tarde se encontró con el Punisher que se puso del lado de Hydra. Punisher logró una transmisión holográfica entre Kraken y el supremo Hydra Steve Rogers.
Kraken se unió a Gorgon, Hive y Viper en la invasión de New Tian para recuperar el Cubo Cósmico de Emma Frost. Kraken y el resto de Hydra fueron derrotados por el Underground cuando el verdadero Capitán América derrotó a su contraparte del Supremo Hydra.

## Poderes y habilidades
La armadura Kraken usada por Daniel Whitehall aumenta la resistencia y durabilidad del usuario. El casco también afecta a la mente del portador como si tuvieran una nueva personalidad.

## En otros medios

### Televisión
- Daniel Whitehall aparece en la segunda temporada de la serie Agents of S.H.I.E.L.D., interpretado por el actor Reed Diamond.[39] Esta versión es un científico alemán de Hydra llamado Werner Reinhardt que trabajó brevemente con los nazis en la Segunda Guerra Mundial realizando experimentos horribles en los inhumanos para estudiar un dispositivo llamado el Obelisco. Después de la derrota de Red Skull, es capturado por Peggy Carter y su equipo y encarcelado por sus crímenes.[40] Lo mantuvieron en una prisión llamada la Rata y, debido a sus horribles experimentos, se estableció que permaneciera allí por el resto de su vida. Durante este tiempo, se había encontrado con un joven Gideon Malick y su hermano Nathaniel, quienes les informaron sobre la dedicación de su padre a Hive. Años más tarde, fue perdonado por Alexander Pierce y reanudó el trabajo. Experimentó con la Inhumana Jiaying, que no había envejecido desde la última vez que Whitehall la vio, le extrajo los órganos y los colocó en él para que pudiera rejuvenecerse.[41] En la quinta temporada, episodio "Rise and Shine" mostró un flashback donde Daniel Whitehall fue profesor invitado en la Academia Hydra al que asistieron un general más joven, Hale y Barón Strucker. Durante la graduación, Daniel le dice a Hale que ha sido seleccionada para criar a un futuro líder de Hydra mediante una inseminación.[42] En la actualidad, Whitehall continuó trabajando para Hydra con un nuevo tipo de lavado de cerebro llamado "Método de Faustus" y lo utilizó en la agente de S.H.I.E.L.D., Kara Palamas.[43] Whitehall entra en contacto con Phil Coulson y su equipo en su búsqueda del Obelisco, pero de repente se encuentra formando equipo con Calvin Zabo, que está en posesión de él, aparentemente sin darse cuenta de que él es el esposo de Jiaying.[44] Después de muchos encuentros con S.H.I.E.L.D., Whitehall tiene a uno de sus agentes, Grant Ward, el agente que secuestro a Skye después de enterarse de que ella es, en realidad, la hija de Calvin, Daisy, y planeaba torturarla tanto como lo hizo con Jiaying. Calvin se prepara para vengarse de Whitehall, pero este último es asesinado por Coulson antes de que pueda cumplirlo.[45] En el episodio de la tercera temporada titulado "Paraíso Perdido", Whitehall reaparece en un breve flashback en el cual conversa con un joven Gideon Malick, otro líder de Hydra, y su hermano Nathaniel, después del funeral del padre de ambos.
- La versión de la criatura del mar de Kraken apareció en la serie Ultimate Spider-Man vs. Los 6 Siniestros, en el episodio "Regreso al Universo-Araña, Parte 2".[46] Esta versión es un calamar gigante que reside en una realidad pirata de dibujos animados alternativa. Cuando Spider-Man, Chico Arácnido y Barba Web quedaron atrapados por versiones piratas de Howard el pato, Rocket Raccoon y Cosmo el perro espacial que se habían amotinado contra Barba Web, planeaban hacer que pasen la tabla del barco pirata Groot, con el fin de alimentarlos al Kraken. Cuando el Kraken se enojó al ser golpeado en el ojo con los escombros, atacó al barco pirata Groot. Spider-Man y Chico Arácnido persuadieron a Barba Web y a los amotinados para resolver sus diferencias y ayudar a combatir a los Kraken. Una vez que se hizo eso, todos ataron al Kraken lo suficiente para que nadara en el mar.

### Videojuegos
- Una versión de la criatura del mar del Kraken aparece en el videojuego Marvel: Ultimate Alliance. A diferencia de la mayoría de las representaciones de los Kraken en la ficción, esta es una criatura tipo hombre de peces alto, verde, con cuatro brazos, (un choque de titanes). Mientras que en Atlantis, Loki, en forma de Mandarín, desató al Kraken sobre los héroes. El Kraken fue derrotado por los héroes cuando se hundió en su guarida.